# Chętni na kasę
Chętni na kasę (ang. Takers) – amerykański film fabularny z 2010 w reżyserii Johna Luessenhopa.
Światowa premiera filmu odbyła się 4 sierpnia 2010 roku.

## Fabuła
Szajka doświadczonych złodziei, m.in. Jesse (Chris Brown) i Jake (Michael Ealy), planuje ostatni skok i zerwanie z przestępczym życiem. Ich celem jest ciężarówka przewożąca ponad 20 milionów dolarów. Zadanie okazuje się trudniejsze, niż sądzili. Bliscy ich schwytania są bowiem dwaj nieustępliwi policjanci.

## Obsada
- Matt Dillon jako Jack Welles
- Paul Walker jako John Rahway
- Idris Elba jako Gordon Thomas „G” Cozier
- Jay Hernández jako Eddie „Hatch” Hatcher
- Michael Ealy jako Jake Attica
- Clifford „T.I.” Harris jako Delonte „Ghost” Rivers
- Christopher „Chris” Brown jako Jesse Attica
- Hayden Christensen jako A.J.
- Johnathan Schaech jako Scott
- Marianne Jean-Baptiste jako Naomi Cozier
- Gaius Charles jako Max
- Gideon Emery jako Sergei
- Zulay Henao jako Monica Hatcher
- Glynn Turman jako szef policji Duncan
- Nick Turturro jako Franco Dalia
- Zoe Saldaña jako Lilly

## Nagrody i wyróżnienia[4][5]
Czarne Szpule
- Nominacja w kategorii Najlepszy scenariusz kinowy (adaptowany lub oryginalny) Avery Duff, Gabriel Casseus, John Luessenhop, Peter Allen (2011).
- Nominacja w kategorii Najlepsza obsada Chris Brown, Hayden Christensen, Idris Elba, Jay Hernández, Johnathon Schaech, Marianne Jean-Baptiste, Matt Dillon, Michael Ealy, Paul Walker, T.I., Zoe Saldana (2011).

ALMA Awards
- Nominacja w kategorii Najlepsza Aktorka Zoe Saldana (2011).

BET Awards
- Wygrana w kategorii Najlepszy Aktor Idris Elba (2011).
- Nominacja w kategorii Najlepszy Aktor Chris Brown (2011).
- Nominacja w kategorii Najlepszy Film (2011).

NAACP Image Awards
- Nominacja w kategorii Outstanding Actress in a Motion Picture Idris Elba (2011).